# أشلي فنسنت
أشلي فنسنت (بالإنجليزية: Ashley Vincent)‏ (26 مايو 1985 في المملكة المتحدة - ) هو لاعب كرة قدم بريطاني في مركز جناح. لعب مع بورت فايل وشروزبري تاون وكولتشستر يونايتد ووولفرهامبتون واندررز ونادي ووستر سيتي ونادي ستوربريدج ونادي ألدرشوت تاون ونادي تشيلتنهام تاون لكرة القدم.

## وصلات خارجية
- أشلي فنسنت على موقع قاعدة بيانات كرة القدم.إي يو (الإنجليزية)
- أشلي فنسنت على موقع Soccerbase.com (لاعب) (الإنجليزية)
- أشلي فنسنت على موقع Soccerway.com (الإنجليزية)